# Cantone di Plaintel
Il Cantone di Plaintel è una divisione amministrativa dell'Arrondissement di Saint-Brieuc.
È stato costituito a seguito della riforma approvata con decreto del 13 febbraio 2014, che ha avuto attuazione dopo le elezioni dipartimentali del 2015.

## Composizione
Comprendeva inizialmente 10 comuni, ridottisi dal 1º gennaio 2016 a 9 per effetto della fusione dei comuni di L'Hermitage-Lorge e Plœuc-sur-Lié per formare il nuovo comune di Plœuc-L'Hermitage.:
- Le Bodéo
- Hénon
- Moncontour
- Plaintel
- Plémy
- Plœuc-L'Hermitage
- Quessoy
- Saint-Carreuc
- Trédaniel